# Scotorythra diceraunia
Scotorythra diceraunia là một loài bướm đêm trong họ Geometridae.